# Marc Johnson (Musiker)
Marc Johnson (* 21. Oktober 1953 in Omaha, Nebraska) ist ein US-amerikanischer Jazz-Bassist, der im letzten Trio des Pianisten Bill Evans spielte.

## Leben
Johnson begann mit 16 Jahren Bass zu spielen (davor spielte er schon Klavier und Cello) und studierte an der Universität von North Texas (Lyle Mays war ein Kommilitone). 1972 spielte er in der Fort Worth Symphony Kontrabass. 1977 tourte er mit der Woody-Herman-Bigband. Bei einem Tourneestop in New York 1978 lud ihn Bill Evans in sein letztes Trio ein, das damals im Village Vanguard spielte und in dem er bis zum Tod des Pianisten 1980 spielte. 1982 wirkte er an Stan Getz’ Concord-Album Pure Getz mit.
1985 begann er unter eigenem Namen bei ECM aufzunehmen (Bass Desires, mit den Gitarristen Bill Frisell und John Scofield sowie dem Schlagzeuger Peter Erskine, mit der gleichen Gruppe Bass Desires auch Second Sight 1987). Mit Arto Tunçboyacıyan und Ben Monder unternahm er auf Right Brain Patrol 1991 den Versuch, originell zu instrumentieren und die Basstrommel-Funktion auf den Kontrabass zu übertragen.
Weiter arbeitete er eng zusammen mit dem Gitarristen John Abercrombie, in dessen Trio er lange war, Lyle Mays, dem italienischen Pianisten Enrico Pieranunzi und der brasilianischen Sängerin und Pianistin Eliane Elias (z. B. in deren Trio), seiner Ehefrau. In den 1990er Jahren war er auch Mitglied von Night Ark. Weitere prominente Musiker, denen er konzertierte, sind Michael Brecker, Pat Metheny, Paul Motian, Lee Konitz, Charles Lloyd, Gary Burton, Jack DeJohnette und Dino Saluzzi.

## Diskografie (Auswahl)
- 1985: Bass Desires, ECM
- 1987: Second Sight, ECM
- 1989: John Abercrombie / Marc Johnson / Peter Erskine (ECM)
- 1991: Two by Four, EmArcy (Duos mit Toots Thielemans, Makoto Ozone, Gary Burton & Lucy Crane)
- 1993: Right Brain Patrol, JMT
- 1996: Magic Labyrinth, JMT
- 1997: The Sound of Summer Running, Verve (mit Bill Frisell, Pat Metheny & Joey Baron)
- 1999: Marc Johnson/Eric Longsworth If Trees Could Fly, Intuition
- 2004: Marc Johnson/Eric Longsworth Bass and Cello, King Japan
- 2005: Shades of Jade, ECM (mit Joe Lovano, Eliane Elias, Joey Baron sowie John Scofield und Alain Mallet)
- 2008: Enrico Pieranunzi & Marc Johnson Yellow & Blue Suites, Challenge Records
- 2012: Marc Johnson/Eliane Elias Swept Away, ECM (mit Joe Lovano, Joey Baron)
- 2021: Overpass, ECM (solo)